# L'Âge de la traduction
L'âge de la traduction. « La tâche du traducteur » de Walter Benjamin, un commentaire est un livre par Antoine Berman, rassemblé par sa veuve Isabelle et publié en 2008.
Il s'agit d'un séminaire sur les problèmes de la traduction ; un commentaire de l'article de Walter Benjamin La tâche du traducteur, un travail sur la lettre, proche lui-même de l'acte de traduire. Il souligne la puissance théorique de ce texte, en analyse le détail et montre les conséquences de cette pennée[pas clair] pour toute pratique de la traduction.